# Крихбаум, Вильгельм
Вильгельм Христиан Йоганн (Вилли) Крихбаум (немецкий Wilhelm Christian Johann (Willi oder Willy) Krichbaum) (7 мая 1896 г., Висбаден — 4 апреля 1957, Оберпфаффенхофен) — глава тайной полевой полиции, позже одновременно также сотрудник Главного управления безопасности Рейха (RSHA) и заместитель главы гестапо. После Второй мировой войны он работал в организации Гелена, а затем в Федеральной разведывательной службе (БНД).

## Биография
До 1914 года Крихбаум работал помощником лесника, затем отправился добровольцем в армию, когда началась Первая мировая война, и служил в полевой полиции.
После окончания войны он работал во фрайкоре округа Оберланд и стал директором организации в Дрездене, которая позже стала известна как Bund Oberland.
Крихбаум стал членом местной группы НСДАП в Дрездене в 1923 году(партийный номер члена НСДАП Крихбаума: 5 820 987). В 1926 году он стал руководителем Дрезденского корпуса фельдъегерей (имеется ввиду группа ополчения, которая действовала под эгидой местной жандармерии).
Ещё до прихода нацистов к власти Крихбаум и большинство его подчиненных из Дрезденского корпуса фельдъегерей вступили в СС (номер члена СС Крихбаума: 107 039). В 1933 году вскоре после прихода нацистов к власти Крихбаум стал сотрудником Политической полиции Саксонии в Дрездене, впоследствии вошедшей в состав общегерманского гестапо как региональное отделение.
Канун Второй мировой войны застал Крихбаума в звании штандартенфюрера СС и должности начальника и главного инспектора Пограничного отделения гестапо района Юго-Восток (штаб Пограничного отделения гестапо района Юго-Восток находился в Дрездене). Незадолго до начала войны Крихбаум был произведен в звание оберфюрера СС и полковника полиции и стал руководителем тайной полевой полиции. Согласно приговору Нюрнбергского процесса, подчиненные ему подразделения «совершали военные преступления и преступления против человечности в крупных масштабах в ходе „борьбы с бандами“ в тесном сотрудничестве с айнзацгруппами, в частности, на территории оккупированного Советского Союза».
После включения гестапо в Главное управление безопасности Рейха в качестве его Управления IV, Крихбаум стал бессменным первым заместителем начальника IV управления РСХА (гестапо) группенфюрера СС и генерал-лейтенанта полиции Генриха Мюллера, а также куратором Пограничной полиции рейха. Впоследствии Крихбауму было присвоено звание бригадефюрера СС и генерал-майора полиции, а кроме того, ещё с 1939 года он носил специальное звание Шефа Тайной полевой полиции Вермахта (Feldpolizeichef der Wehrmacht), которое соответствовало званию генерал-майора.
В 1948 году Крихбаум выступил свидетелем на процессе против Верховного командования вермахта. В том же году он был принят в организацию Гелена и в качестве главы генерального агентства L завербовал многих бывших агентов секретных служб Третьего рейха, в том числе Хайнца Фельфе, который позже был разоблачен как агент КГБ в ноябре 1951 года. Позже Крихбаум возглавил сеть спящих агентов БНД. После разоблачения Фельфе в 1961 году БНД также заподозрила Крихбаума в шпионаже в пользу КГБ.